# قهوه کاریریانا
قهوه کاریریانا (نام علمی: Coffea charrieriana) نام یک گونه از سرده قهوه است. این قهوه فاقد کافئین است و در کشور کامرون یافت می‌شود.